# Mason Ryan
Barri Griffiths (Gwynedd, 13 gennaio 1982) è un ex wrestler gallese.
È stato sotto contratto con la WWE, dove si esibiva con il ring name di Mason Ryan.

## Carriera professionale
Griffiths inizia ad allenarsi nel 2006 nella scuola a Birkenhead. Lotta coi nomi di "Celtic Warrior" e "Smackdown Warrior" fino al 2007 e combatte in più di 100 match in varie nazioni, tra cui Venezuela e Egitto. Rappresenta l'UK nella Battaglia delle Nazioni in uno show dell'European Wrestling Association's Night of Gladiators, ma perde un 6-man tag team match in squadra con Drew McIntyre e Sheamus contro Chris Raaber, Michael Kovac e Robert Ray Kreuzer che rappresentavano l'Austria. Successivamente firma un contratto con la World Wrestling Entertainment (WWE) e nel suo ultimo show in Galles a Porthmadog vince una battle royal.

### WWE

#### Florida Championship Wrestling (2009–2011)
A gennaio 2010, Griffiths debutta in Florida Championship Wrestling combattendo contro Johnny Curtis. Le settimane successive combatte contro Tyler Reks, Lucky Cannon e Hunico perdendo sempre, ma facendo vedere buone manovre sul ring.
Il 22 luglio, Ryan vince un triple threat valido per l'FCW Florida Heavyweight Championship contro il campione Alex Riley e Johnny Curtis. In questo match, Ryan schiena Riley vincendo il titolo. A novembre 2010, Ryan partecipa al tour europeo del roster di SmackDown! e sconfigge due volte Chavo Guerrero, una volta a Belfast il 4 novembre e l'altra a Liverpool il 6 novembre. Nel dark match della puntata di Raw del 3 gennaio 2011, Mason Ryan sconfigge Primo Colon. Il 16 gennaio, difende con successo il titolo FCW dall'assalto di Calvin Raines. Il 31 gennaio 2011, difende il titolo FCW dall'assalto di Jackson Andrews. Tuttavia, lo perde quattro giorni dopo in favore di Bo Rotundo.

#### The New Nexus (2011-2012)

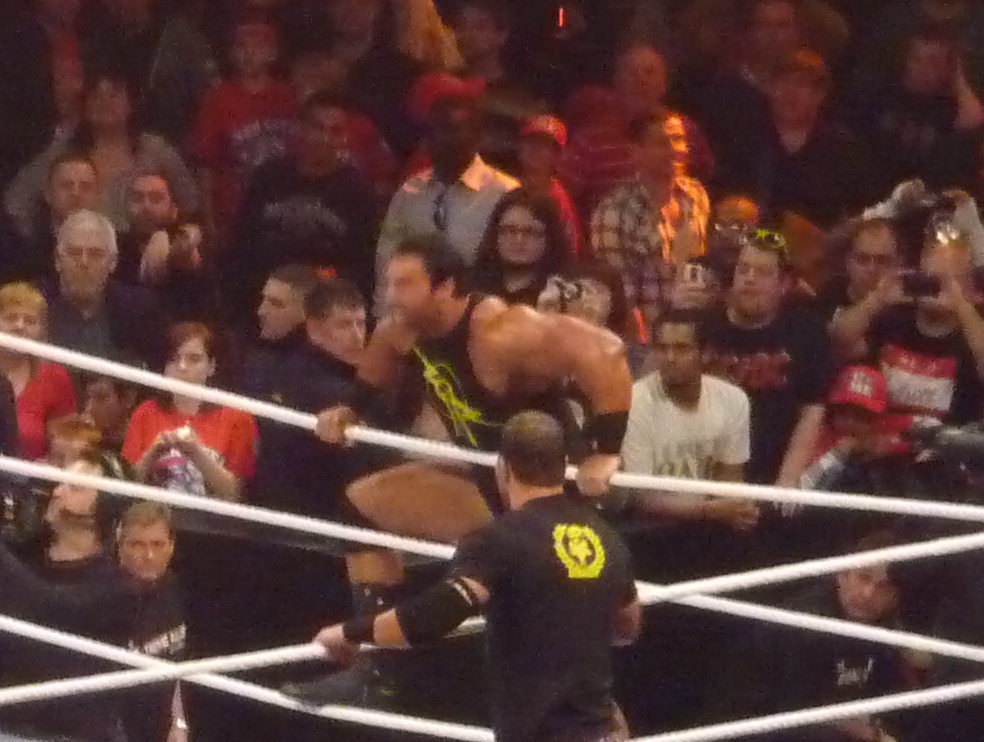
Mason Ryan nel New Nexus

Nella puntata di Raw del 17 gennaio debutta interferendo nel match tra John Cena e CM Punk, prima colpendo quest'ultimo (in modo da fargli vincere il match per squalifica) e poi attaccando John Cena, quindi rivelandosi come un nuovo membro del New Nexus di CM Punk. Nella puntata di Raw del 24 gennaio, CM Punk, leader del Nexus, affronta Wade Barrett, leader del Corre, nel main event con John Cena come arbitro speciale. La stipulazione sanciva che se uno dei due avesse perso, sarebbe stato fuori dalla lista dei partecipanti al Royal Rumble Match così come tutti i membri delle rispettive stable. Il match finisce in doppia squalifica per eccessiva volgarità, ma il GM misterioso annulla il verdetto della stipulazione e ammette tutti i membri delle due stable alla Royal Rumble. Ryan partecipa alla Royal Rumble: entrato col numero 20, ottiene una prestazione stupefacente eliminando addirittura The Great Khali e Booker T prima di essere eliminato da John Cena. Il 14 marzo, a Raw, combatte un match contro Randy Orton dove in palio c'era la presenza di Ryan a Wrestlemania XXVII, ma quest'ultimo viene sconfitto e colpito dal Punt Kick. Ryan torna a Raw l'11 aprile attaccando Randy Orton insieme ai compagni Michael McGillicutty e David Otunga. Ad Over the Limit, perde un tag team match insieme a CM Punk contro Big Show & Kane valido per i WWE Tag Team Championship. Dopo aver sconfitto Evan Bourne, Ryan è costretto allo stop per un infortunio in un house show disputato il 26 giugno e deve stare fuori dai tre ai sei mesi.

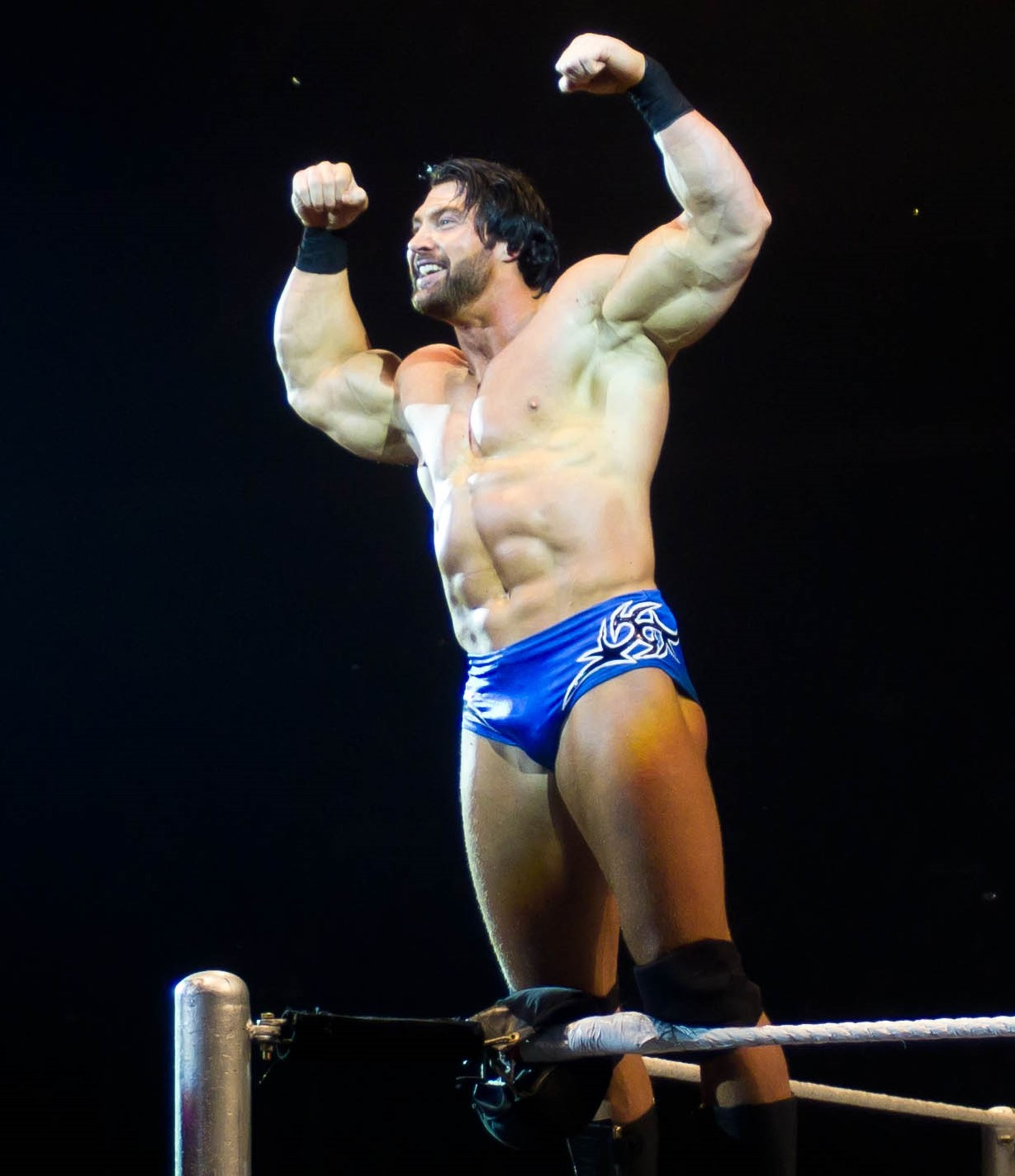
Mason Ryan

Torna nelle scene televisive l'8 settembre a Superstars sconfiggendo JTG. Combatte poi regolarmente a Raw nei Main Event e a Survivor Series, Ryan fa parte del Team Orton insieme a Sheamus, Sin Cara e Kofi Kingston, venendo sconfitto nel 5 on 5 Traditional Elimination Match dal Team di Wade Barrett, Hunico, Cody Rhodes, Jack Swagger e Dolph Ziggler. Combatterà poi a Superstars, sconfiggendo Tyler Reks e Drew McIntyre. In seguito, sta molto fuori dalle scene a causa di un infortunio al bicipite.

#### Ritorno a NXT e abbandono (2013-2014)
Ryan, durante i tempi di recupero, viene spostato al roster di NXT. Qui debutta il 30 gennaio 2013, sconfiggendo Sakamoto. Ritorna poi il 22 maggio battendo Enzo Amore. La settimana dopo compete in una battle royal per decretare il primo contendente al titolo NXT, ma viene eliminato. Nella puntata del 5 giugno sconfigge Colin Cassady, mentre in quella del 4 luglio batte prima Enzo Amore e dopo anche Colin Cassady. La settimana dopo subisce la prima sconfitta ad NXT in un handicap match contro Amore e Cassady. Nella puntata del 14 agosto sconfigge Scott Dawson, ma in quella del 4 settembre perde contro Rusev. Il 13 novembre vince contro Danny Burch. Nella puntata del 1º gennaio 2014, perde contro Tyler Breeze. Il 5 febbraio batte Sylvester Lefort. Vince ancora il 13 marzo contro Wesley Blake. Il 24 aprile viene sconfitto da Tyson Kidd. Il 30 aprile è stato riportato che il contratto che lo legava con la WWE è stato rescisso.

## Personaggio

### Mosse finali
- House of Pain (Full Nelson Slam) - dal 2011
- Pumphandle Slam
- Ryan Plex (Suplex into Powerslam)
- House of Pain V.2 (Sitout Side Slam) - nel 2011
- Strech Maffler (Leg Breaker)

### Musiche d'ingresso
- We Are One - 12 Stones (2011) usata in qualità di membro del Nexus.
- This Fire Burns - Killswitch Engage (2011) usata in qualità di membro del New Nexus.
- Here and Now or Never - The Heroes Lie (2011-2014)

## Titoli e riconoscimenti
Florida Championship Wrestling
- FCW Florida Heavyweight Championship (1)

Pro Wrestling Illustrated
- 119º sui 500 migliori wrestler su PWI 500 (2011)